# جبهة المقاومة الوطنية اللبنانية
جبهة المقاومة الوطنية اللبنانية (جمول) هو هيكل تنظيمي شكله الحزب الشيوعي اللبناني ومنظمة العمل الشيوعي في لبنان والحزب السوري القومي الاجتماعي وحزب البعث العربي الاشتراكي (لبنان) والحزب التقدمي الاشتراكي لمقاومة الاحتلال الإسرائيلي بعد غزو لبنان سنة 1982. أعلنت الجبهة انطلاقتها في 16 سبتمبر 1982 عبر بيان تأسيسي أمضاه جورج حاوي ومحسن إبراهيم. قامت الجبهة بعدة عمليات ضد جيش الاحتلال الإسرائيلي وجيش لبنان الجنوبي. وكان قائد عملياتها ابان الاحتلال الياس عطاالله، الذي انفصل عن الحزب لاحقا، وشكل تنظيم مستقل. الحزب الشيوعي اعاد احياء مقاومته وقدم عدد من الشهداء كان آخرهم في عدوان تموز الأخير على لبنان.
أول شهيد لجبهة المقاومة الوطنية اللبنانية هو مهدي مكاوي، المقاتل في منظمة العمل الشيوعي، الذي سقط مطلع تشرين الأول/أكتوبر على محور الشويفات خلال كمين نصبه ورفاقه في «جمّول» للقوات الإسرائيلية المنسحبة من بيروت والمتمركزة في المطار وجواره.

## وصلات خارجية
- موقع جمول
- جمول من موقع الحزب الشيوعي اللبناني